# Plectroninia tecta
Plectroninia tecta är en svampdjursart som beskrevs av Jean Vacelet 1967. Plectroninia tecta ingår i släktet Plectroninia och familjen Minchinellidae. Inga underarter finns listade i Catalogue of Life.